# Johannes Thümmler
Johannes Thümmler (ur. 23 sierpnia 1906 w Chemnitz, zm. 2002 w Eriskirch) – niemiecki prawnik, funkcjonariusz hitlerowski, zbrodniarz nazistowski.

## Życiorys
W 1930 ukończył studia prawnicze, później był aplikantem w okręgu Wyższego Sądu Krajowego w Dreźnie, w 1932 wstąpił do NSDAP. W 1934 został szefem gestapo w Dreźnie, a od lutego 1941 do 1943 był szefem gestapo w Chemnitz, gdzie otrzymał taż stanowisko radcy rządowego, 1943–1945 był komendantem Sipo i SD w Katowicach. Miał stopień SS-Obersturmbannführera. W styczniu 1945 był przewodniczącym sądu doraźnego w obozie Auschwitz. Był znany z wyjątkowego okrucieństwa i masowego wydawania wyroków śmierci na więźniów. W styczniu 1945 podczas ofensywy ZSRR przeniósł się do Nysy, następnie do Šumperka. Po wojnie mieszkał i pracował w Niemczech Zachodnich. Mimo wielokrotnie ponawianych wniosków o wszczęciu postępowania karnego przeciw niemu, nigdy nie był sądzony za popełnione zbrodnie.